# Leviathan (마스토돈의 음반)
| 전문가 평가                   | 전문가 평가 |
| 평가 점수                     | 평가 점수   |
| 출처                          | 점수        |
| ----------------------------- | ----------- |
| AllMusic                      | [ 2 ]       |
| Blender                       | [ 3 ]       |
| Brave Words & Bloody Knuckles | 9.0/10      |
| Drowned in Sound              | 9/10        |
| Exclaim!                      | favorable   |
| Metal Storm                   | 9.0/10      |
| Pitchfork                     | 8.5/10      |
| Rock Hard                     | 8.5/10      |
| Spin                          | A           |
| Terrorizer                    | 9/10        |

《Leviathan》은 2004년 8월 31일, 릴랩스 레코드에서 발매된 미국의 헤비 메탈 밴드 마스토돈의 두 번째 스튜디오 음반이다. 이것은 허먼 멜빌의 1851년 소설 《모비딕》을 느슨하게 기반으로 한 마스토돈의 첫 번째 콘셉트 음반이다. 노래 〈Iron Tusk〉, 〈Naked Burn〉, 〈Blood and Thunder〉는 홍보 싱글로 발매되었고, 〈Iron Tusk〉, 〈Blood and Thunder〉, 〈Seabeast〉를 위한 뮤직 비디오가 만들어졌다. 세 개의 잡지가 2004년 올해의 음반을 《리볼버》, 《케랑!》, 그리고 《테러리저》에게 수여했다. 2009년과 2015년 메탈삭스는 《Leviathan》을 21세기 최고의 메탈 음반으로 선정했다.
《Leviathan》은 또한 블랙과 골드 슬립케이스가 포함된 한정판 세트로 DVD 오디오와 함께 발매되었다. 이 음반은 마스토돈에게 광범위한 비평가들의 찬사를 가져다 주었고, 이어진 투어와 함께 그들의 팬층을 크게 확장시켰다. 2006년 9월까지 106,000장이 판매되었다. 기타리스트 빌 켈리허는 이 음반을 밴드의 첫 네 음반의 원소 4부작과 일치하는 물의 요소를 나타내는 것으로 간주한다.

## 커버 아트
커버 아트와 책자 예술 작품은 폴 로마노가 작업했다. 책자 안쪽 커버의 예술 작품에 보이는 하얀 탑은 16세기 알렉산드리아의 등대에 대한 마르텐 반 헤엠스케르크의 해석을 개조한 것이다. 작품의 전체 그림에서 보이는 물결은 가쓰시카 호쿠사이의 《가나가와 해변의 높은 파도 아래》의 반영이다.

## 반응
마스토돈을 《Leviathan》의 힘에 "밴드의 엘리트 중 하나"라고 평가하면서, 아비 피치온은 "이 음반은 빛나는 서사시적 흐름 속에서 질주하며, '미친' 부분들은 클래식 메탈 부분들과 결코 분리되지 않는다"고 《테러리저》에서 썼다. 온라인 음악 잡지 《피치포크》는 《Leviathan》을 2000년대의 상위 200장 음반 목록에서 126위에 올렸다.

## 곡 목록
모든 곡들은 마스토돈에 의해 작사/작곡하였다.
| #   | 제목                                  | 재생 시간 |
| --- | ------------------------------------- | --------- |
| 1.  | 〈Blood and Thunder (Feat. 닐 팰런)〉 | 3:48      |
| 2.  | 〈I Am Ahab〉                         | 2:45      |
| 3.  | 〈Seabeast〉                          | 4:15      |
| 4.  | 〈Island〉                            | 3:26      |
| 5.  | 〈Iron Tusk〉                         | 3:03      |
| 6.  | 〈Megalodon〉                         | 4:22      |
| 7.  | 〈Naked Burn〉                        | 3:42      |
| 8.  | 〈Aqua Dementia (Feat. 스콧 켈리)〉   | 4:10      |
| 9.  | 〈Hearts Alive〉                      | 13:39     |
| 10. | 〈Joseph Merrick (기악)〉             | 3:33      |